# Kiyomi Tsujimoto
Kiyomi Tsujimoto (辻元 清美) (née le 28 avril 1960) est une femme politique japonaise. Elle est membre de la Chambre des Représentants jusqu'en octobre 2021. En 2017, elle a rejoint les rangs du Parti démocrate constitutionnel du Japon.

## En début de carrière
Kiyomi Tsujimoto est née à Ōyodo-chō, Yoshino-gun, dans la Préfecture de Nara. Elle a grandi à Takatsuki, Préfecture d'Osaka. Après l'obtention de son diplôme d'école secondaire, elle a travaillé comme employée dans un grand magasin pendant deux ans. Elle est diplômée de l'Université Waseda, en 1987.
Alors qu'elle était encore étudiante, Tsujimoto a fondé en 1983 Peace Boat, avec d'autres étudiants de l'université et des militants pacifistes, comme Makoto Oda, de l'association Beheiren ("Betonamu ni Heiwa o Shimin Rengo", Ligue des Citoyens pour la Paix au Vietnam). Boat Peace est une organisation citoyenne qui travaille à la promotion de la paix, des droits de l'homme, de l'égalité, du développement durable et du respect de l'environnement par l'organisation de voyages éducatifs. Elle a acquis le statut de Consultant Spécial auprès du Conseil Économique et Social de l'organisation des Nations unies. Au Japon, le groupe critique le silence du gouvernement japonais sur ses agressions passées ; le premier voyage de Peace Boat s'est fait dans les pays qui ont été envahis par le Japon pendant la Seconde Guerre mondiale, et l'association travaille pour la réconciliation entre le Japon et ces pays. Ses passagers ont également rencontré Yasser Arafat à plusieurs reprises ; en raison de son soutien à la cause palestinienne, Israël a refusé l'entrée de Peace Boat dans le pays en 2002. Tsujimoto a également travaillé à Osaka comme coordinatrice d'organisations à but non lucratif, et était présente au Sommet de la Terre de Rio de Janeiro en 1992, comme représentante d'une ONG.

## Carrière politique
En 1994, le Parti Socialiste du Japon (JSP) est arrivé au pouvoir, sous la direction de Tomiichi Murayama, dans une coalition avec le Parti Libéral-Démocrate (PLD) et avec le Nouveau Parti Sakigake. Cependant, le PLD a repris le pouvoir en 1996 et le JSP s'est effondré, la plupart de ses membres le quittant finalement pour rejoindre le Parti Démocratique du Japon. La présidente Doi a transformé la JSP en Parti Social-Démocrate (SDP) ; elle a personnellement demandé à Tsujimoto de se presenter à Osaka, afin d'accroître la représentation des femmes et de mettre davantage l'accent sur l'activisme citoyen, et Tsujimoto a été élue à la Chambre des Représentants. Comme députée de l'opposition, elle a atteint la célébrité par ses critiques virulentes du Parti Libéral-Démocrate et elle a joué un rôle essentiel dans l'adoption de lois relatives à la violence domestique, l'égalité des sexes, la pornographie enfantine et les activités des organisations à but non lucratif. Elle a été choisie comme l'un des Jeunes Chefs de file Mondiaux au Forum Économique Mondial en 2000.
Tsujimoto a aussi plaidé pour le dialogue plutôt que la confrontation avec la Corée du Nord, en proposant que la question des enlèvements de citoyens japonais par la Corée du Nord soit résolue par l'"intégration de la Corée du Nord en tant que membre de la société internationale".
Elle s'oppose également fortement à la loi japonaise de 2015 sur les Forces d'autodéfense, et proteste jusque dans la chambre des conseillers contre cette loi, aux côtés de Mieko Kamimoto et de Tomoko Abe (en). 

## Scandale, démission et retour en grâce
Kiyomi Tsujimoto a été l'une des principales antagonistes de Muneo Suzuki pendant des scandales qui ont émergé en 2002. Suzuki a finalement été emprisonné pour fraude.
Mais, à la suite de tensions internes entre les nouveaux arrivants et les anciens membres du SDP, un membre du personnel du Parti démocrate du Japon qui avait travaillé auparavant pour le SDP a accusé Tsujimoto d'utiliser le salaire de son secrétaire officiel pour couvrir des dépenses de campagne. Tsujimoto a admis cette utilisation non autorisée de fonds, a démissionné de son siège à la Diète, et a été condamnée avec sursis.
Elle s'est présentée sans succès pour un siège à la Chambre des Conseillers lors des élections du 11 juillet 2004, mais a remporté à la représentation proportionnelle un siège de la Chambre des Représentants le 11 septembre lors des élections de 2005.

## Perte de son siège en 2021
Tsujimoto n'a pas été réélue lors des élections législatives de 2021.

## Élections de 2022
En juillet 2022, Kiyomi Tsujimoto est réélue à la Chambre des conseillers.